# Osmophobie
Unter Osmophobie (von gr. ὀσμή – osmē, "Geruch" und φόβος – phobos, "Angst") oder Olfactophobie versteht man die Abneigung gegen bestimmte Gerüche, meistens dem eigenen oder fremdem Körpergeruch. Sie geht oft mit chronischer Migräne einher, bis zu 25 % von chronischen Migränepatienten leiden an Osmophobie.